# Kirchzarten
Kirchzarten es un municipio en la Selva Negra Meridional en el distrito de Brisgovia-Alta Selva Negra en (Baden-Wurtemberg, Alemania, con unos 10.000 inhabitantes.

## Geografía

### Ubicación geográfica
Está ubicado en la zona periurbana densamente poblada de Friburgo en medio del valle del río Dreisam en el Parque natural de la Selva Negra Meridional.
|               |
| Desde el aire |

|                          |
| Desde el Monte Giersberg |

|               |
| Zona peatonal |

|                                 |
| Interior de la iglesia San Galo |

## Historia

### Fusiones[10]
|                   |
| 1924: Birkenreute |

|                  |
| 1936: Dietenbach |

|                 |
| 1936: Neuhäuser |

|              |
| 1974: Zarten |

|            |
| 1974: Burg |